# Qin Dongya
Dans ce nom chinois, le nom de famille, Qin, précède le nom personnel.
Qin Dongya, née le 8 juillet 1978 à Liaoyang, est une judokate chinoise.

## Carrière
Qin Dongya évolue dans la catégorie des moins de 70 kg.
Elle est médaillée d'argent aux Championnats d'Asie de judo 1999, médaillée d'or aux Jeux asiatiques de 2002, médaillée de bronze aux Jeux olympiques de 2004 et médaillée de bronze aux Jeux asiatiques de 2006.
Elle est aussi médaillée de bronze aux Championnats du monde par équipes de judo en 2006 et championne du monde par équipes en 2007.